# ナンバースリー
ナンバースリーとは、かつて関東地方を中心に展開していたコンビニエンスストアである。株式会社ナンバースリー・ジャパンが運営していた。本社所在地は千歳台店のあった東京都世田谷区千歳台2丁目29番27号だった。

## 概要
1982年に株式会社ナンバースリーを東京都世田谷区三軒茶屋2丁目に設立し店舗展開を開始した。翌年末には、世田谷区千歳台に移転し、社名を株式会社ナンバースリージャパンに変更している。その後、1995年10月6日に『くらしハウス』を運営する株式会社ジャイロ(親会社は小網、1992年設立)によって買収された。買収時、ナンバースリーの店舗は、関東地区を中心に43店舗を展開し、そのうち33店舗が酒類を販売していた。2001年3月28日には株式会社ジャイロが株式会社ポプラに買収されている。ナンバースリーはその後も営業を継続していたが、2007年に最後の店舗が閉店し消滅した。

## 沿革
- 1982年（昭和57年）6月 - 株式会社ナンバースリー(東京都世田谷区三軒茶屋)、設立[1]。
- 1985年（昭和60年） - 22店舗展開[1]。
- 1987年（昭和61年）12月 - 43店舗(直営3店、FC40店)展開[5]。
- 1995年（平成7年）10月6日 - 小綱の子会社[2]である株式会社ジャイロにより買収[3]。
- 2001年（平成13年）3月28日 - 株式会社ジャイロが株式会社ポプラに買収[2]。

## 店舗
ナンバースリーの店舗は主に関東地方で展開していた。最盛期には原宿の竹下通りなど東京都心にも出店していた。店舗は東京都の23区と茨城県古河市に多くあった。

### 店舗一覧
店舗名不明は（）内に仮名と表記
- 茨城県21店舗
  1. 雷電町店（古河、北関東支部）
  2. 上砂井店（古河市）
  3. 古河中田店（古河市）
  4. 境ツカザキ店（猿島郡境町）
  5. 沓掛店（坂東市）
  6. 西牛ヶ谷店（古河市、セイコーマート歴有）
  7. 下館南店（筑西市）
  8. 川島店（筑西市）
  9. 玉戸店（筑西市）
  10. 原町店（古河市）
  11. 岩井店（坂東市）
  12. 下大野店（古河市）
  13. 藤代店（取手市）
  14. 大手町店（仮名、古河市）
- 北間中橋店（仮名、古河市）
  1. 小堤店（仮名、古河市）
  2. 東本町店（仮名、古河市）
  3. 栗山新田店（仮名、常総市）
  4. 八千代松本店（仮名、結城郡八千代町）
  5. 西泉田店（仮名、猿島郡境町）
  6. 上小橋店（仮名、猿島郡境町）